# Samantha de Jong
Samantha de Jong (Scheveningen, 28 juli 1989), beter bekend onder haar bijnaam Barbie, is een Nederlandse mediapersoonlijkheid. Ze is vooral bekend geworden door haar medewerking aan diverse realityseries, waaronder de Oh Oh ...-reeks.

## Carrière
De Jong was voor het eerst op televisie te zien in het programma Oh Oh Cherso en zijn vervolg Oh Oh Tirol. Deze series volgden enkele seizoenen een aantal weken lang het vakantieleven van meerdere Haagse jongeren. 
Op 6 maart 2012 begon De Jong haar eigen realitysoap met het programma Barbie's Bruiloft dat werd uitgezonden door RTL 5. Hierin werd ze samen met haar vriend Michael van der Plas gevolgd door camera's in aanloop naar hun huwelijk. De realityserie was een groot succes en hierna werd er al snel een vervolg gemaakt over De Jong haar zwangerschap en bevalling onder de titel Barbie's Baby, eind 2012. 
In het voorjaar van 2013 keerden De Jong en haar familie terug op televisie, ditmaal in de serie Huisje Boompje Barbie, waarin De Jong, samen met haar man en dochter, wordt gevolgd op hun zoektocht naar een ander huis. 
In het najaar van 2013 werd door RTL besloten om door te gaan met de realityserie, nu onder de naam Samantha en Michael ... en per seizoen werd deze titel aangevuld met het thema van dat desbetreffende seizoen. De eerste twee nieuwe series verschenen in het najaar van 2013 en het voorjaar van 2014 en verschenen onder de titel Samantha en Michael willen rust in de tent! en Samantha en Michael doe effe paranormaal!.
De series bleken een succes, en zo verscheen in 2014 de serie Samantha en Michael houden zich Thai waarin De Jong samen met haar familie op vakantie gaat naar Thailand. In 2015 werd bekendgemaakt dat De Jong wederom in verwachting was. Dit resulteerde in de serie Samantha en Michael nemen er nog eentje die vanaf 2 juni 2015 op de televisie te zien was.
Vanaf september 2016 was De Jong weer op televisie te zien in de serie Samantha en Michael enkeltje Torremolinos. Hierin verhuisde De Jong samen met haar toenmalige man naar Torremolinos in Spanje om een feestcafé te starten. Aan het einde van de serie kwam De Jong erachter dat Spanje niet haar ding was en besloot ze om samen met haar kinderen terug te keren naar Nederland. In het najaar van 2017 volgde een nieuwe en tevens laatste serie onder de naam Samantha en Michael scheiden ermee uit. In de serie besloten de twee om een einde aan hun relatie te maken en te gaan scheiden. Dit werd op de voet gevolgd door de camera.
In 2017 volgden de camera's De Jong voor een eenmalige online realityserie over haar leven, Samantha's Life. Deze serie werd geproduceerd door Take Two Film & TV, maar was door te weinig kijkers geen succes.

## Privé
De Jong trouwde in april 2012 met haar vriend Michael van der Plas. Samen kregen ze in augustus 2012 hun eerste kind, een dochter. In juni 2015 werd hun tweede kindje geboren, een zoon. In 2017 besloten De Jong en haar toenmalige man en vader van hun twee kinderen te scheiden. Dit werd allemaal op de voet gevolgd in hun eigen realityserie.
Op 12 januari 2018 werd De Jong opgenomen in het ziekenhuis door een overdosis aan drugs. Op de ochtend van 25 juli 2018 werd De Jong overgedragen aan het zorgkader nadat zij een zelfmoordpoging had ondernomen door zich uit het raam te laten glijden.
Op 17 april 2019 werd zij opnieuw opgenomen in het ziekenhuis na een zelfmoordpoging waarbij zij haar bekken en een pols bleek te hebben gebroken.
In de avond van 19 april 2020 raakte De Jong zwaargewond bij een auto-ongeluk op de Schenkkade in Den Haag. Ze zat als passagier in een auto, waarvan de bestuurder de macht over het stuur verloor en tegen een hekwerk van een viaduct tot stilstand kwam. De Jong werd per ambulance naar het ziekenhuis gebracht en lag kort in coma. Terwijl ze in coma lag, werd ontdekt dat ze zwanger was van haar derde kind.
Op 16 november 2020 beviel De Jong van een derde kind van haar nieuwe vriend. Haar vriend overleed op 25 april 2021 onverwacht door een hartstilstand.
De Jong werd op 27 januari 2022 door de politie gewond aangetroffen in haar woning. Nadat De Jong werd overgebracht naar het ziekenhuis viel het de agenten op dat er veel spullen in de woning lagen. Zij is hierop aangehouden voor heling van goederen. Haar huidige vriend werd aangehouden voor mishandeling, het rijden onder invloed van alcohol en heling van goederen.

## Televisie
| Televisie in eigen realityprogramma's | Televisie in eigen realityprogramma's       | Televisie in eigen realityprogramma's     |
| Jaar                                  | Productie                                   | Opmerkingen                               |
| ------------------------------------- | ------------------------------------------- | ----------------------------------------- |
| 2012                                  | Barbie's Bruiloft                           | Hoofdrol                                  |
| 2012                                  | Barbie's Baby                               | Hoofdrol                                  |
| 2013                                  | Huisje, Boompje, Barbie                     | Hoofdrol                                  |
| 2013                                  | Samantha en Michael willen rust in de tent! | Hoofdrol                                  |
| 2014                                  | Samantha en Michael doe effe paranormaal!   | Hoofdrol                                  |
| 2014                                  | Samantha en Michael houden zich Thai        | Hoofdrol                                  |
| 2015                                  | Samantha en Michael nemen er nog eentje     | Hoofdrol                                  |
| 2016                                  | Samantha en Michael enkeltje Torremolinos   | Hoofdrol                                  |
| 2017                                  | Samantha en Michael scheiden ermee uit      | Hoofdrol                                  |
| 2017 - 2018                           | Samantha's Life                             | Hoofdrol                                  |
| Televisie als deelneemster            |                                             |                                           |
| Jaar                                  | Productie                                   | Opmerkingen                               |
| 2010 - 2011                           | Oh Oh Cherso                                | Twee seizoenen                            |
| 2011                                  | Oh Oh Tirol                                 | Eén seizoen                               |
| 2012                                  | Van der Vorst ziet sterren                  | Peter van der Vorst kwam op bezoek        |
| 2013                                  | De Jongens tegen de Meisjes                 | Team Chantal - Verliezende team           |
| 2017                                  | Chantal Blijft Slapen                       | Chantal Janzen volgt De Jong één dag lang |

## Singles
| Single met eventuele hitnotering(en) in de Nederlandse Top 40 | Datum van verschijnen | Datum van binnenkomst | Hoogste positie | Aantal weken | Opmerkingen                                   |
| ------------------------------------------------------------- | --------------------- | --------------------- | --------------- | ------------ | --------------------------------------------- |
| Oh Oh Cherso                                                  | 2010                  | 23-10-2010            | 17              | 5            | als Oh Oh Cherso / nr. 1 in de Single Top 100 |
| Tirol, Laat Je Likken!                                        | 2011                  | -                     | -               | -            | als Oh Oh Tirol / nr. 79 in de Single Top 100 |